# Albert Lee

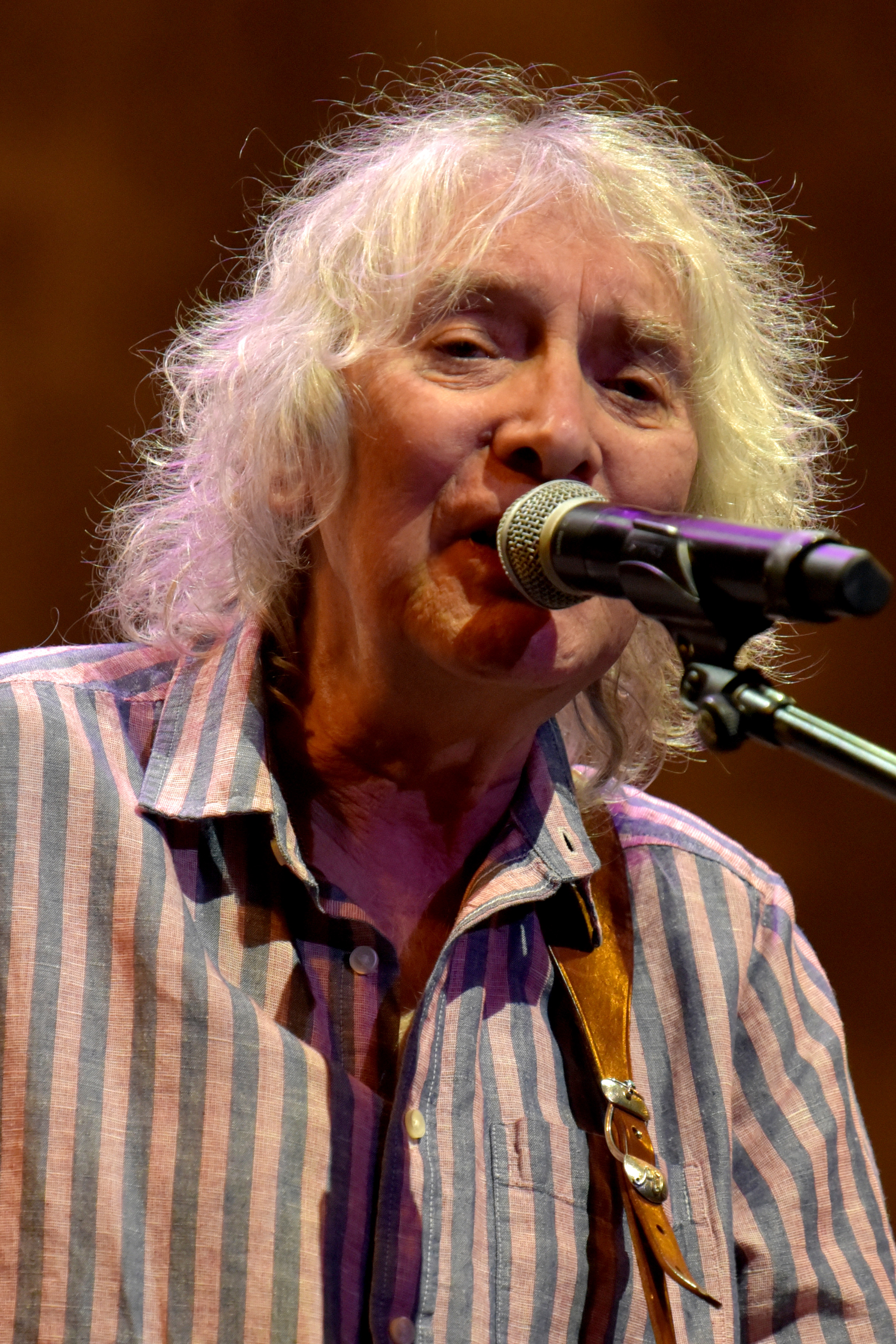
Albert Lee (2019)

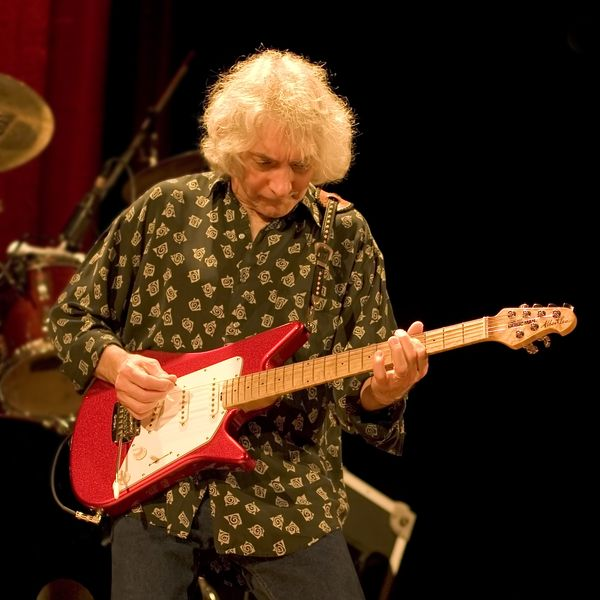
Albert Lee (2005)

Albert William Lee (* 21. Dezember 1943 in Leominster, Herefordshire) ist ein englischer Gitarrist, Sänger, Komponist, Songwriter und Produzent. Darüber hinaus spielt er Mandoline und Klavier und gehört wegen seines außergewöhnlichen Gitarrenspiels (Hybridpicking) zu den einflussreichsten Instrumentalisten, insbesondere der Country-Musik und des Country-Rock. Gleichwohl beinhalten seine musikalischen Schwerpunkte ebenso den Rock and Roll, Rock, sowie Rhythm and Blues und Rockabilly. Seine wohl bekannteste Nummer ist der schnelle Country-Rock-Titel Country Boy.
Während seiner Karriere spielt Lee als gerne gesehener „Musician’s Musician“ mit zahlreichen Größen und Superstars der Branche, darunter Bo Diddley, Joe Cocker, Jerry Lee Lewis, George Harrison, Bill Wyman, Earl Scruggs, Vince Gill, Dolly Parton, Jackson Browne, Marcel Dadi, Rosanne Cash, Dave Edmunds, Jimmy Page, Ricky Skaggs, Lonnie Donegan, Tommy Emmanuel, Rodney Crowell, Emmylou Harris, Eric Clapton, Gary Brooker, Linda Ronstadt, Leo Kottke, Tom Jones, Shakin’ Stevens, Gene Clark, Steve Morse, Guy Clark, Herbie Mann und viele andere. Hervorzuheben ist hierbei seine langjährige Zusammenarbeit mit The Everly Brothers. Er wirkt bis heute bei vielen Studio- und Live-Produktionen mit, und seine Beiträge sind auf unzähligen Country- und Rock-and-Roll-Produktionen zu hören. Seine Reputation unter Kollegen brachte ihm den Beinamen „Guitar Player’s Guitar Player“ ein.
Zwischen 1976 und 1980 wurde Lee von den Lesern des Guitar Player Magazin fünf Mal hintereinander zum Best Country Guitarist des Jahres gewählt und ist zudem zweifacher Grammy-Award-Preisträger. Im Jahr 2010 feierte er bei Eric Claptons Crossroads Guitar Festival sein 50-jähriges Bühnenjubiläum.
Lee lebt mit seiner Frau Karen in Malibu/Kalifornien, Vereinigte Staaten. Seine Tochter Alexandra ist ausgebildete Opernsängerin und hin und wieder auf Produktionen ihres Vaters zu hören.

## Biografie
Lee wuchs im Londoner Stadtteil Blackheath auf und begann, angeleitet von seinem Vater, der ebenfalls Pianist war, bereits mit sieben Jahren Klavier zu spielen. Ende der 1950er Jahre erhielt er seine erste Gitarre, interessierte sich zwischenzeitlich für die Musik von Buddy Holly und Jerry Lee Lewis und wurde Mitglied in verschiedenen Bands. Dort wurde vorzugsweise Rock and Roll, Country-Music, Skiffle und Rhythm and Blues gespielt. Gitarristen wie Jimmy Bryant, Cliff Gallup oder Scotty Moore beeinflussten ihn stark und prägten seinen weiteren musikalischen Lebensweg. Er verließ die Schule mit 16 und wurde professioneller Musiker mit ersten Tagesauftritten, unter anderem in Schottland.

### Anfänge
Zu Beginn seiner professionellen Laufbahn wechselten die Formationen, in denen Lee spielte, häufig, nicht selten in Abhängigkeit von der jeweiligen Auftragslage und Anzahl der Engagements. Anfang der 1960er Jahre kam Lee mit verschiedenen englischen Bands nach Deutschland (The Nightsounds, Don Adams Band). 1963 schloss er sich gemeinsam mit Barry Jenkins dem deutschen Rocksänger Mike Warner und dessen Gruppe The Echolettes an, ein Jahr später dessen Band The Fenders. Zwischenzeitlich spielte er in England u. a. bei Neil Christian. Schließlich wechselte er zu The Thunderbirds, der Band von Sänger Chris Farlowe, bei denen er vier Jahre lang blieb und einen größeren Bekanntheitsgrad erreichte. Weitere Stationen folgten mit Country Fever und Heads Hands & Feet. Letztere produzierten zwischen 1971 und 1973 drei Alben, was für Lee den Durchbruch zu internationaler Bekanntheit für sein außergewöhnlich schnelles und präzises Gitarrenspiel darstellte. 1971 wirkte er zudem auf Jon Lords Soloalbum Gemini Suite als Ersatzmann für Ritchie Blackmore mit.
Zusammen mit den Gitarristen Alvin Lee von Ten Years After und Rory Gallagher nahm Lee 1973 an den Aufnahmen zu den London Sessions von Jerry Lee Lewis teil. In diesem Jahr begann Lee gelegentlich mit den Crickets aufzutreten, der ehemaligen Band von Buddy Holly. 1974 erschien ihr Album Long Way From Lubbock.

### Internationale Erfolge
Danach blieb Lee einige Zeit in Los Angeles, wo er mit Don Everly das Album Sunset Towers aufnahm. Ende 1974 und Anfang 1975 war Lee mit Joe Cocker in Nordamerika, Australien und Neuseeland auf Tour und unterzeichnete seinen ersten Vertrag als Solo-Künstler bei A&M Records. 1976 wurde er Nachfolger des legendären James Burton bei Emmylou Harris’ „Hot Band“. Mit dieser Besetzung hatte die amerikanische Country-Sängerin ihre größten Erfolge wie Luxury Liner oder C’est la vie. Gleichzeitig eröffneten sich Lee damit viele wertvolle Kontakte und der Weg zum amerikanischen Musikmarkt. Während und nach dieser Zeit wurde Lee in fünf aufeinander folgenden Jahren vom renommierten Magazin Guitar Player zum besten Country-Gitarristen gewählt.

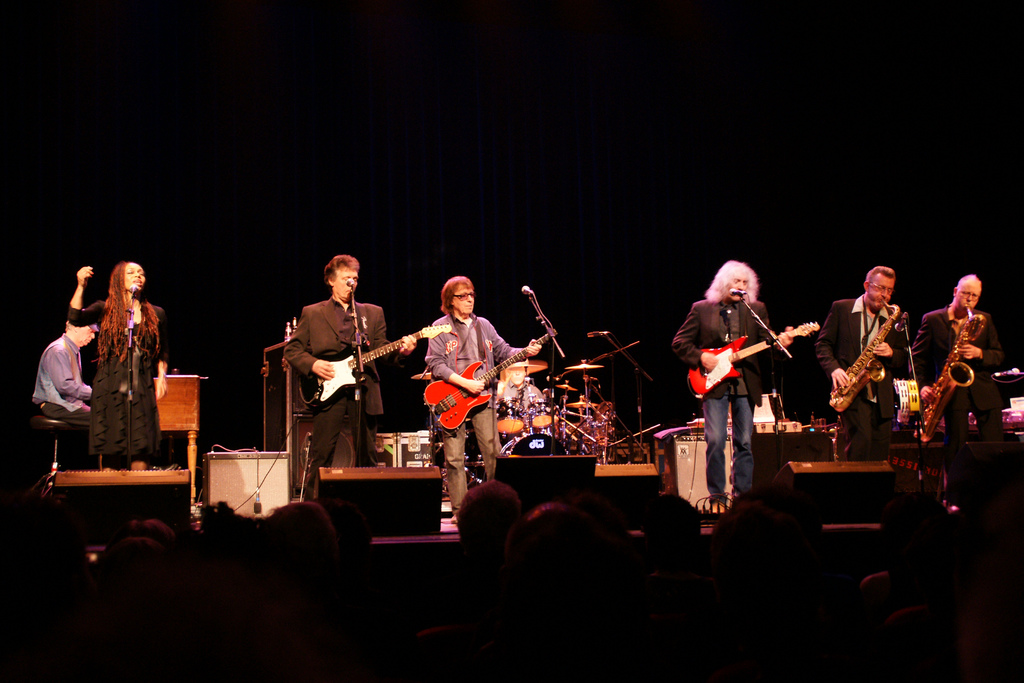
Albert Lee 2009 bei einem Konzert mit Bill Wyman’s Rhythm Kings

1979 erschien Lees erstes Soloalbum Hiding, an dem er bereits seit 1975 gearbeitet hatte, und das eine „Telecaster-Neuauflage“ des „Heads, Hands & Feet“-Titels Country Boy von 1971 enthält, der ursprünglich auf einer Konzertgitarre mit Nylonsaiten eingespielt worden war. Inzwischen war er Mitglied der Band von Eric Clapton, bei der er fünf Jahre blieb. Eine der bekanntesten gemeinsamen Arbeiten aus dieser Zeit ist das Live-Album Just One Night. 1982 wurde das zweite Soloalbum veröffentlicht, Albert Lee.
Ein wichtiger Abschnitt in Lees Karriere war die 20-jährige Zusammenarbeit mit den Everly Brothers, für deren Reunion-Konzert er 1983 als Produzent und musikalischer Direktor verantwortlich zeichnete. Seine nächsten Solo-Alben waren Speechless (1987) und Gagged But Not Bound (1988). Seit 1987 tourt er regelmäßig mit den „Hogan’s Heroes“ von Gerry Hogan, die nach der gleichnamigen Fernsehserie benannt wurde. Mit den Jahren wurde aus der Formation „Albert Lee & Hogan’s Heroes“, mit denen er bis heute sieben Alben veröffentlichte.
Zwei weitere Gruppen, bei denen Albert Lee danach gelegentlich auftrat, waren Sterling Balls „The Biff Baby All-Stars“ sowie Bill Wyman’s Rhythm Kings. Am 29. November 2002 nahm Albert Lee am Concert for George anlässlich des ersten Todestages von George Harrison teil, das in der Royal Albert Hall in London stattfand. Bei den Grammy Awards 2002 erhielt Lee seinen ersten Grammy Award für die Beste Country Instrumental-Performance für die Mitwirkung am Titel Foggy Mountain Breakdown, 2008 seinen zweiten in derselben Kategorie mit dem Titel Cluster Pluck.
Albert Lee ist bis heute sehr aktiv und ist ganzjährig auf Tournee in den USA, Großbritannien und Europa. Im Jahr 2024 veröffentlichte er das im März 2023 in den Konk Studios in London aufgenommene Album Lay It Down.

## Spieltechnik
Das Gitarrenspiel Lees ist geprägt von enormer Geschwindigkeit und Präzision. Er verwendet in der Regel Plektren und nutzt dabei eine Kombination aus Flatpicking und Fingerpicking (Hybridpicking). Im Gegensatz zu kurz phrasierten Tonfolgen mit gehaltenen Noten bevorzugt Lee eine flüssigere Spielweise, die sich über viele Bünde hinzieht. Nach eigener Aussage ist er sich dabei nicht sicher, ob dies ein Vor- oder ein Nachteil ist. Lee benutzt zudem auch den kleinen Finger seiner rechten Spielhand, der den meisten Gitarristen üblicherweise nur zum Abstützen der Hand auf der Gitarre dient.
Eine Besonderheit von Lees Spiel ist die Verwendung einer B-Bending Technik. Mit diesem 1965 von Gene Parsons und Clarence White konstruierten Mechanismus ist es möglich, Licks auf der Gitarre zu spielen, die den Sound einer Pedal-Steel-Gitarre imitieren können. Er entwickelte diese Technik bis zur Perfektion.
Lee benutzte bereits auf seiner ersten Solo-Produktion Hiding ein „Echoplex“, um die gespielten Töne zu doppeln. Bis heute verwendet er für solcherlei Effekte entsprechende Geräte.

## Equipment
Lee ist befreundet mit Sterling Ball, dem Besitzer der Ernie Ball Incorporation, die Gitarren und Saiten herstellt. Er ist Endorser für den Gitarrenhersteller Music Man, ein Tochterunternehmen von Ernie Ball, und spielt daneben vorzugsweise eine 1950er Fender Telecaster B-Bender (was ihm einen weiteren Spitznamen einbrachte: Mr. Telecaster) und eine 1958er Fender Stratocaster. Er besitzt über 25 Gitarren, darunter eine Gibson J-200 Akustikgitarre, die für Don Everly angefertigt wurde, sowie eine Gibson Les Paul Custom, ein Geschenk von Eric Clapton.
Lee benutzt als Gitarrenverstärker einen 100 W Fender Tonemaster in Kombination mit einem 4x12-Kabinett sowie verschiedene Music Man Amps.
Für die Soundbearbeitung verwendet Lee ein Lexicon PCM 42 Delaygerät sowie ein Korg A3 Multieffektgerät für den Choruseffekt.

## Nota bene

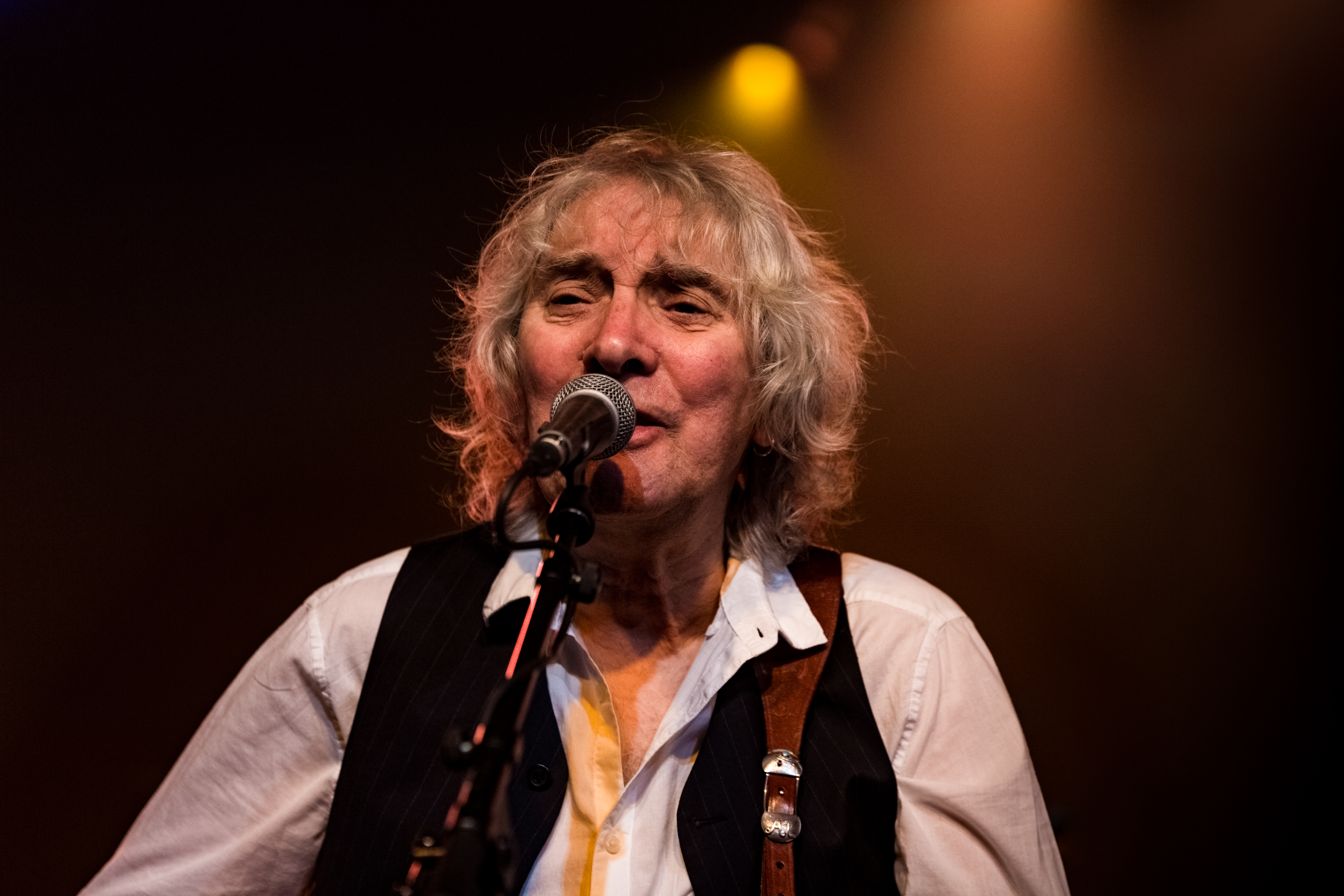
Albert Lee 2017

Emmylou Harris sagte über ihren Gitarristen Albert Lee: „Wenn der Heilige Petrus mich über meine Zeit auf Erden ausfragen wird, so kann ich mit Stolz sagen, dass ich für eine Weile die Rhythmusgitarre in einer Band mit Albert Lee gespielt habe.“
Lee gilt als bescheidener und zurückhaltender Musiker, der ausschließlich auf die Qualität einer Produktion fokussiert ist und sich nie in den Vordergrund spielt. Die Kollegen Jimmy Page und Ritchie Blackmore bezeichneten ihn als kompletten Gentleman, dem die Bedeutung des Wortes „Ego“ völlig fremd sei.

## Bandmitglied
Lee war Mitglied in den folgenden Bands und wirkte sowohl live als auch im Studio mit.
- Chris Farlowe And The Thunderbirds
- The Crickets
- Country Fever
- Green Bullfrog
- Heads, Hands & Feet
- The Everly Brothers
- Emmylou Harris and The Hot Band
- Eric Clapton
- Joe Cocker
- Hogan’s Heroes
- Bill Wyman’s Rhythm Kings
- Biffbaby's All Stars, featuring: Albert Lee, Eddie Van Halen, Steve Morse, Steve Lukather

## Auszeichnungen
- Grammy Awards 2001 – Grammy Award for Best Country Instrumental Performance
- Grammy Awards 2008 – Grammy Award for Best Country Instrumental Performance
- Guitar Player Magazine – Best Country Guitarist, 1976–1980

## Diskografie
Solo-Alben
- 1979: Hiding
- 1982: Albert Lee
- 1987: Speechless
- 1988: Gagged But Not Bound
- 2003: Heartbreak Hill
- 2006: Road Runner
- 2014: Highwayman
- 2019: Gypsy Man – A Tribute To Buddy Holly
- 2024: Lay It Down

Heads, Hands & Feet
- 1971: Heads, Hands & Feet

- 1972: Tracks
- 1973: Old Soldiers Never Die
- 1996: Home From Home – The Missing Album

Albert Lee & Hogan’s Heroes
- 2003: In Full Flight! Live at Montreux
- 2003: Tear it up
- 2007: Live at the New Morning
- 2007: In Between the Cracks
- 2008: Like this
- 2011: On the Town Tonight
- 2014: Frettening Behaviour

Albert Lee & Billie Davis
- 1998: Stormy